# Харада, Мадока
Мадока Харада (яп. 原田窓香, 15 декабря 1985, Нагано) — японская саночница, выступающая за сборную Японии с 2004 года. Участница двух зимних Олимпийских игр, многократная призёрша национального первенства.

## Биография
Мадока Харада родилась 15 декабря 1985 года в городе Нагано. Активно заниматься санным спортом начала в возрасте десяти лет, в 2004 году прошла отбор в национальную сборную и стала принимать участие в различных международных соревнованиях. В частности, на домашнем чемпионате мира в Нагано, будучи хорошо знакомой с местной трассой, показала двадцать первый результат. В следующем сезоне дебютировала на взрослом Кубке мира, заняв в общем зачёте тридцатое место, и поучаствовала в заездах чемпионата мира в американском Парк-Сити, где финишировала двадцатой в женской одиночной программе и седьмой в состязаниях смешанных команд.
Благодаря череде удачных выступлений Харада удостоилась права защищать честь страны на зимних Олимпийских играх в Турине, планировала побороться там за подиум, но в итоге оказалась лишь на тринадцатой позиции. Кубковый цикл завершила на двадцать втором месте общего зачёта. На чемпионате мира 2007 года в австрийском Иглсе была двадцать второй, при этом в зачёте Кубка мира только тридцать второй. Через год на мировом первенстве в немецком Оберхофе сумела добраться до девятнадцатого места, а после окончания всех кубковых этапов поднялась в мировом рейтинге сильнейших саночниц до восемнадцатой строки. На чемпионате мира 2009 года в американском Лейк-Плэсиде приехала к финишу тридцать первой, тогда как в кубковом зачёте закрыла двадцатку.
Ездила соревноваться на Олимпийские игры 2010 года в Ванкувер, однако выступила там значительно хуже предыдущего раза, финишировав лишь двадцать шестой. Того же результата добилась и в общем зачёте Кубка мира. Ныне Мадока Харада живёт и тренируется в родном Нагано, свободное от санного спорта время любит проводить за прослушиванием музыки.